# Adesmia kingii
Adesmia kingii är en ärtväxtart som beskrevs av Rodolfo Amando Philippi. Adesmia kingii ingår i släktet Adesmia och familjen ärtväxter. Inga underarter finns listade i Catalogue of Life.